# 伊勢市立東大淀小学校
伊勢市立東大淀小学校（いせしりつ ひがしおいずしょうがっこう）は、三重県伊勢市東大淀町にある公立小学校。

## 概要
- 校地面積：8,679m2
- 構成
  - 防音校舎：3階建 延べ面積 1,848m2
  - 運動場
  - 屋内運動場
  - プール

## 沿革
- 1875年（明治8年）7月 - 雲洞院（東大淀村）を仮校舎として授業を始める。
- 1880年（明治13年）8月 - 雲洞院下等小学校となる。
- 1881年（明治14年）7月[1] - 現在地に校舎を新築する。
- 1890年（明治23年）10月 - 東大淀尋常小学校と改称、柏村に柏村尋常小学校が創立する。
- 1900年（明治33年）3月 - 柏村尋常小学校と合併し、東大淀尋常高等小学校となる。
- 1934年（昭和9年）1月 - 新校舎が落成する。
- 1941年（昭和16年）4月 - 国民学校令の施行に伴い、北浜村東大淀国民学校と改称する。
- 1947年（昭和22年）4月 - 学校教育法の施行に伴い、北浜村立東大淀小学校と改称する。
- 1955年（昭和30年）1月 - 北浜村が伊勢市に編入するのに伴い、伊勢市立東大淀小学校と改称する。
- 1958年（昭和33年）10月 - 校歌を制定する。
- 1973年（昭和48年）8月 - 防音校舎が落成する。
- 1980年（昭和55年）2月 - 屋内運動場が完成する。
- 1991年（平成3年）8月 - プールが完成する。
- 1993年（平成5年）4月 - 障害児学級（肢体不自由児）を新設する。
- 1994年（平成6年）4月 - 障害児学級（難聴児）を新設する。
- 1998年（平成10年）4月 - 障害児学級（肢体不自由児）を廃止する。
- 2005年（平成17年）4月 - 3学期制から2学期制へ移行する。

## 通学区
- 柏町
- 東大淀町（一部を除く）
- 村松町の一部
- 野村町（明野小学校との選択可能）

※伊勢市立の小学校及び中学校の就学すべき学校の指定に関する規則による。

## 周辺
- 伊勢市立東大淀保育園
- JA伊勢 北浜支店東大淀

## 交通アクセス
- 伊勢市コミュニティバス 東大淀・日赤ルート 「東大淀口」下車徒歩約3分